# Wolseley Motor Company

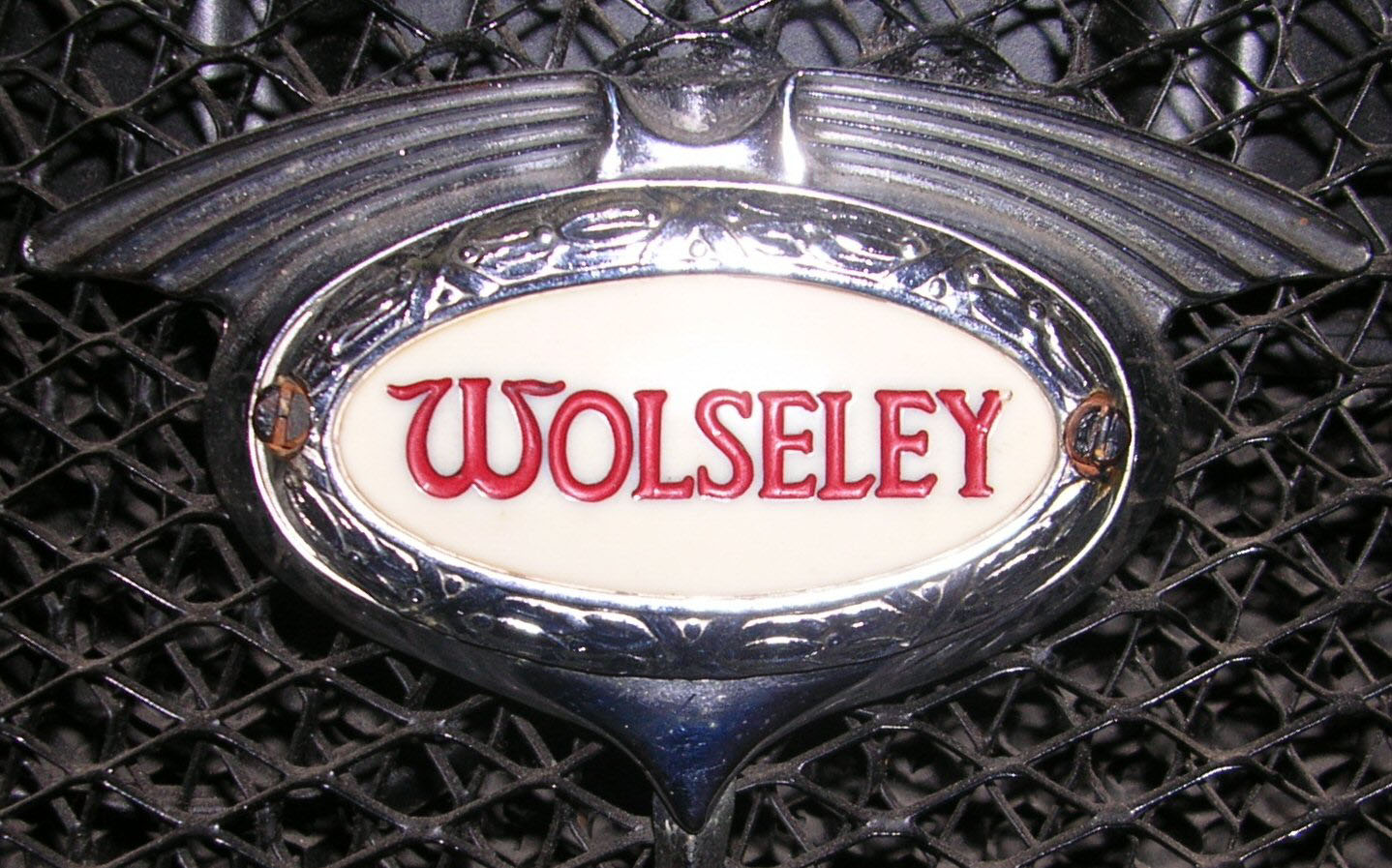
Het karakteristieke verlichte radiator ornament van Wolseley

Wolseley tweecilinder 10hp tonneau (1903)

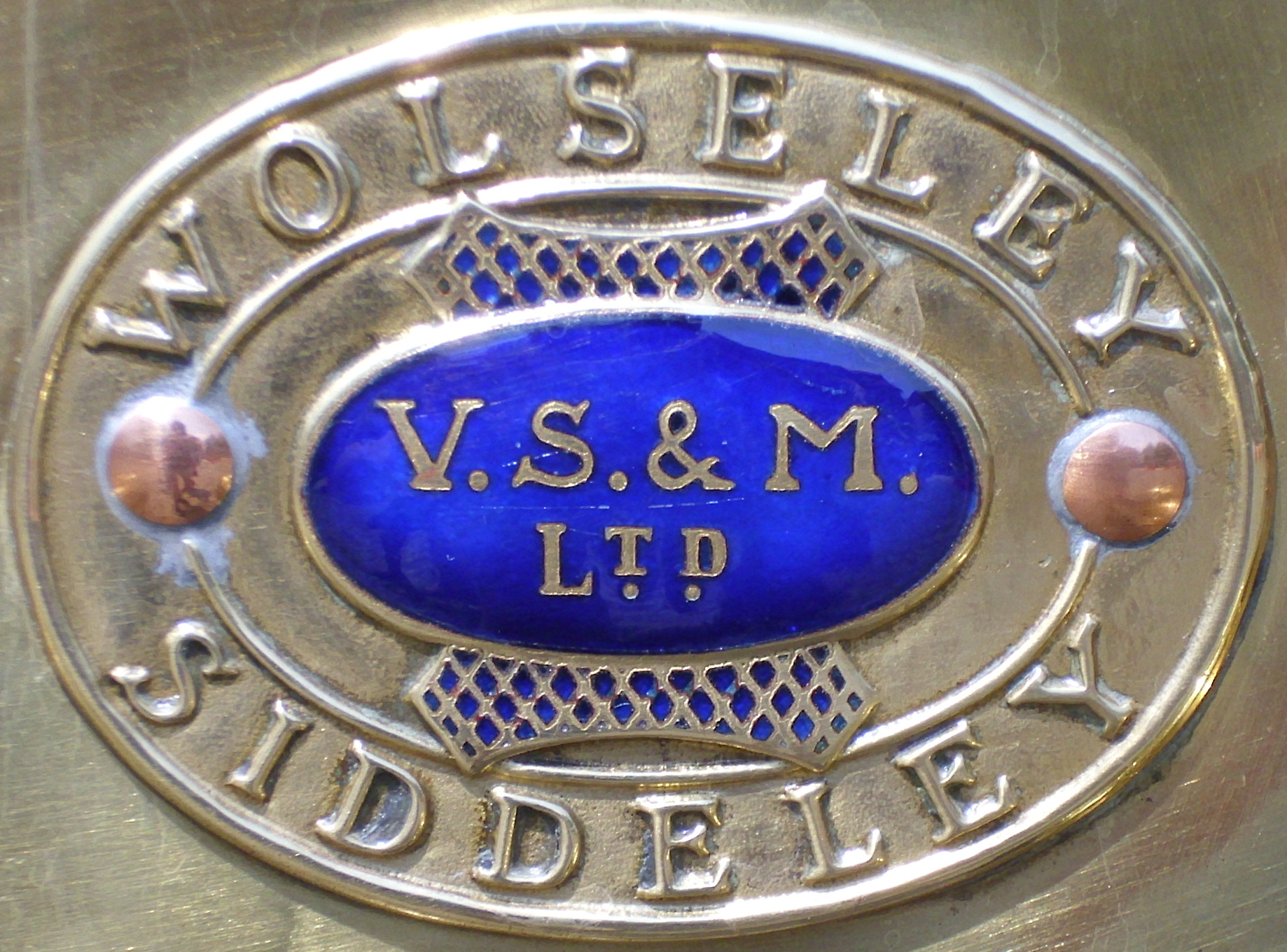
Embleem van een Wolseley-Siddeley auto, met Vickers, Sons & Maxim Limited als eigenaar

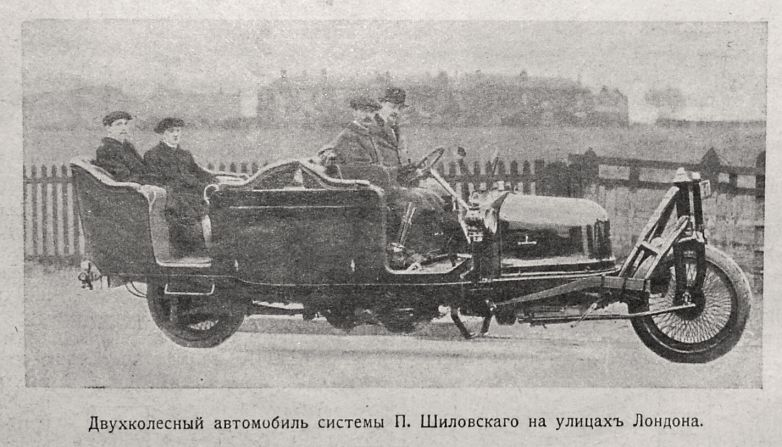
Wolseley Gyrocar, het onderschrift luidt: "Tweewielig automobielsysteem van P. Sjilovski in de straten van Londen."

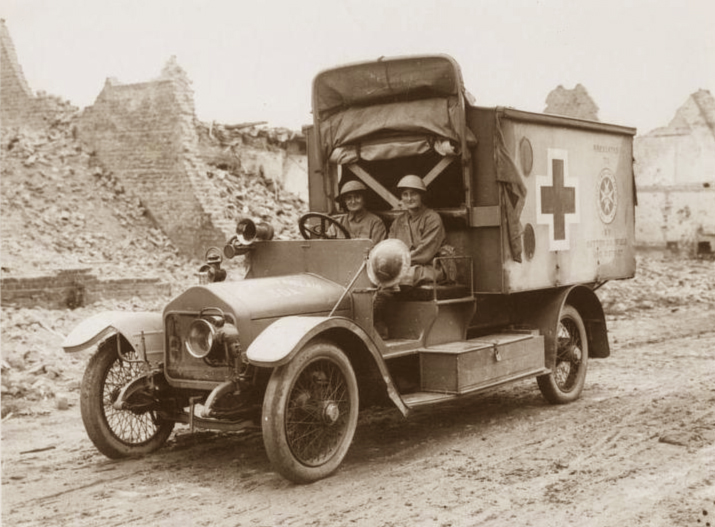
Wolseley ziekenwagen (1916)

De  Wolseley Motor Company was een van de oudste Britse automerken en is opgericht in 1901. In 1975 rolde de laatste Wolseley uit de fabriek.

## Oprichting
De grondlegger voor de Wolseley auto was Herbert Austin (1866-1941). Met een oom emigreerde hij in 1884 naar Australië, waar hij ging werken voor de Wolseley Sheep Shearing Company. Frederick Wolseley was onder de indruk van de technische kennis van Herbert, en de twee vertrokken in 1893 naar het Verenigd Koninkrijk om daar de zaken te behartigen. In een fabriek in Birmingham vervaardigden zij scheermachines voor schapen. Het werk was sterk seizoensgebonden en in de stille periode maakten ze fietsen. In 1895 construeerde Austin een automobiel, de eerste Wolseley, het was min of meer een gemotoriseerde driewielige fiets. Het bestuur van de Wolseley zag echter geen toekomst in de productie van auto's.

## In handen van Vickers
Herbert Austin had Hiram Stevens Maxim leren kennen en in 1901 nam Vickers Sons & Maxim de autobelangen van Wolseley over. Austin ging mee en het bedrijf kreeg een nieuwe naam, de Wolseley Tool & Motor Company. 
In 1905 nam Wolseley de Siddeley Autocar Company over. John Siddeley werd verkoopdirecteur. Een paar maanden later vertrok Herbert Austin om zijn eigen Austin Motor Company op te richten na een conflict met de directie van Wolseley. Siddeley nam zijn functie over en voegde zijn naam toe aan de auto-emblemen van Wolseley. In 1906 had Wolseley meer dan 1500 auto's gemaakt en het bedrijf was de grootste autofabrikant van het land. In 1914 was de productie gestegen naar 4000 stuks, alleen Ford was groter met een productie van 7000 Ford Model T's.
Omstreeks 1914 bouwde Wolseley een zespersoons tweewieler die zelfs bij stilstand rechtop bleef door een ingebouwde gyroscoop. Deze Wolseley Gyrocar klapte de zijwielen pas uit als de motor werd afgezet. De gyroscoop werd elektrisch aangedreven. De Gyrocar was in 1912 uitgevonden door de Russische graaf Peter Schilovsky. Hij werd aangedreven door een 20 pk Wolseley-motor. Na een aantal testritten in 1914 liet de graaf de machine bij Wolselsey staan omdat hij bij het uitbreken van de Eerste Wereldoorlog naar Rusland ging. Na de oorlog stond de machine in de weg en men besloot de Gyrocar te begraven. De vergeten machine werd bij toeval opgegraven aan het einde van de jaren dertig, gerestaureerd en in het bedrijfsmuseum gezet. Aan het einde van de jaren veertig werd besloten de Gyrocar alsnog te slopen. Graaf Schilovsky was in de jaren twintig teruggekeerd naar het Verenigd Koninkrijk, maar had nooit meer contact opgenomen met Wolseley. De Gyrocar interesseerde hem kennelijk niet meer, maar de gyroscoop wél, want in 1924 schreef hij een boek over de toepassing van gyroscopen in voertuigen.
Vanaf 1912 werden ook bedrijfsvoertuigen geleverd. Tot aan het uitbreken van de oorlog in 1914 bood Wolseley zes verschillende modellen aan, van een 12 cwt bestelauto's tot een vrachtwagen met een laadvermogen van 5 ton. Met het uitbreken van de oorlog kreeg Wolseley veel legerorders voor auto's voor stafofficieren en ziekenwagens. Verder werden granaten, vliegtuigen, vliegtuigmotoren en -onderdelen gemaakt in grote aantallen. In de oorlog was de productiecapaciteit fors uitgebreid en direct na de oorlog besloot Vickers deze capaciteit te benutten door meer auto's te produceren. 
De focus lag op luxe en daarmee duurdere auto's voor de hogere middenklasse. Karakteristiek voor Wolseley was het verlichte radiateurornament. De verkopen vielen echter tegen en een kleiner en goedkoper model werd geïntroduceerd. Het was uitgerust met een tweecilinder boxermotor en kostte zo'n dus 250 Pond sterling. Herbert Austin had zijn Austin Seven op de markt gebracht en deze was een stuk goedkoper waardoor Wolseley in financiële problemen geraakte. In 1920 leed Wolseley een verlies van £ 83.000 en dit liep verder op tot £ 364.000 in 1924. In dit laatste jaar waren er nog gesprekken geweest tussen Vickers, Herbert Austin en William Morris om de drie autofabrikanten samen te voegen. Austin had hier wel interesse in, maar Morris weigerde. In 1926 zocht de curator het hoogste bod voor Wolseley en in 1927 kwam de fabriek in handen van William Morris. Hij betaalde £ 730.000.

## Morris neemt over
Na een reorganisatie werd Wolseley in 1935 ondergebracht door Morris in zijn Nuffield Organization, met andere merken als Morris en Riley. Wolseley had een benzinemotor met een bovenliggende nokkenas en een vermogen van 8 paardenkracht (pk) in ontwikkeling. Deze motor werd gebruikt voor de Morris Minor die in 1928 op de markt kwam. Beleidswijzigingen bij Nuffield en het imago van Wolseley, namelijk een luxe-auto, leidde ertoe dat de technische kennis van Wolseley naar MG ging en tot 1939 hadden MG's Wolseley motoren.
Na de Tweede Wereldoorlog gingen de modellen van Morris en Wolseley steeds meer op elkaar lijken. De Wolseley motoren werden gebruikt in de Morris Oxford MO en Morris Six MS, maar kregen wel de traditionele Wolseley voorkant. Vanaf 1952, na de fusie tussen Nuffield en Austin Motor Company, werd Wolseley een onderdeel van het British Motor Corporation (BMC). 
Wolseley was gepositioneerd als merk voor de hogere middenklasse en is dat tot de laatste Wolseley zo gebleven. Het leverprogramma was tot in de jaren 60 vrij groot, van Wolseley Hornet (Mini), via Wolseley Wasp (Austin 1100/1300 Glider), Wolseley 1500 (gedeeltelijk Morris Minor), Wolseley 16/60 (Austin A60) tot de Wolseley 6/110. Deze laatste zou naar huidige maatstaven te vergelijken zijn met BMW 7-serie of Mercedes-Benz S-Klasse.
In 1973 waren nog maar twee modellen te verkrijgen, de 18/85 en de Six en in 1975 was er alleen nog gedurende een korte periode de Wolseley 2200 te krijgen, de laatste voor bijna 100% gebaseerd op de wigvormige Princess. Hiervan werd geen exportversie meer gemaakt (lees linksgestuurde auto's). In 1975 werd de laatste Wolseley geproduceerd, de Wolseley 2200, welke als twee druppels water op de Austin Princess lijkt.

## Modellen
- viercilinder modellen.
  - 1920–1924 Wolseley 10
  - 1920–1927 Wolseley 15
  - 1934–1935 Wolseley Nine
  - 1935–1936 Wolseley Wasp
  - 1936–1937 Wolseley 10/40
  - 1936–1939 Wolseley 12/48
  - 1939-1939 Wolseley Ten
- zescilinder modellen.
  - 1920–1924 Wolseley 20

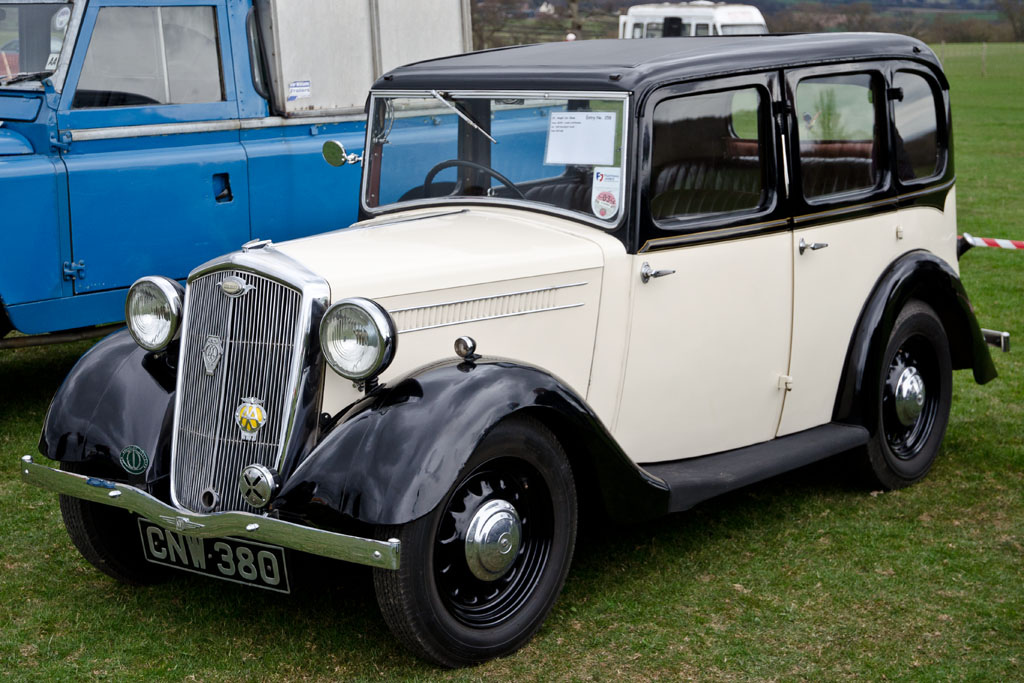
Wolseley Wasp (1935)

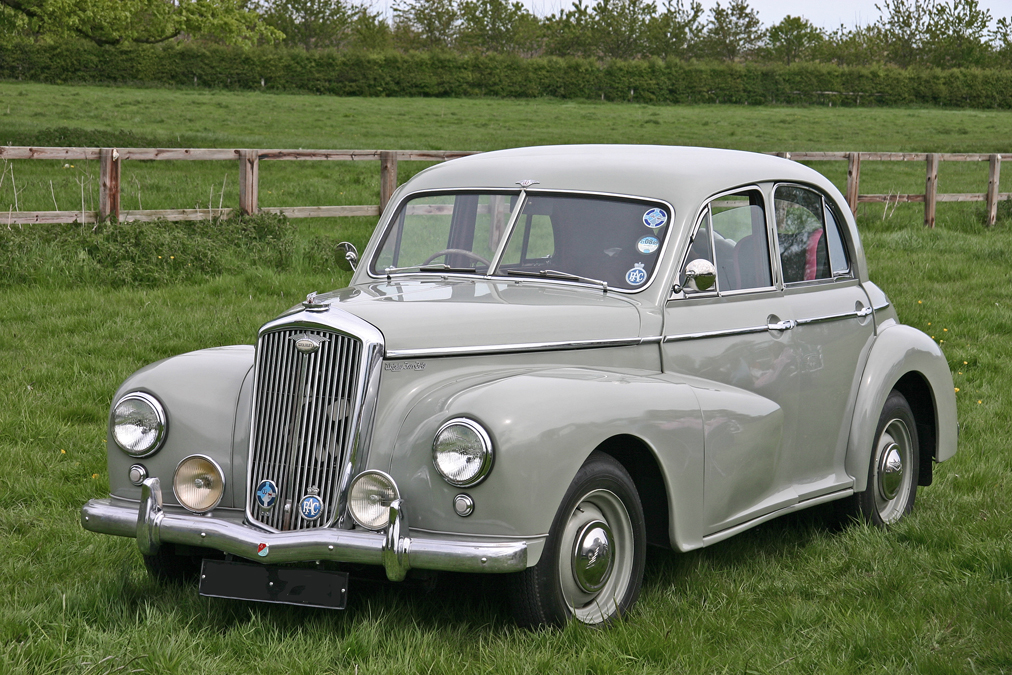
Wolseley 4/50

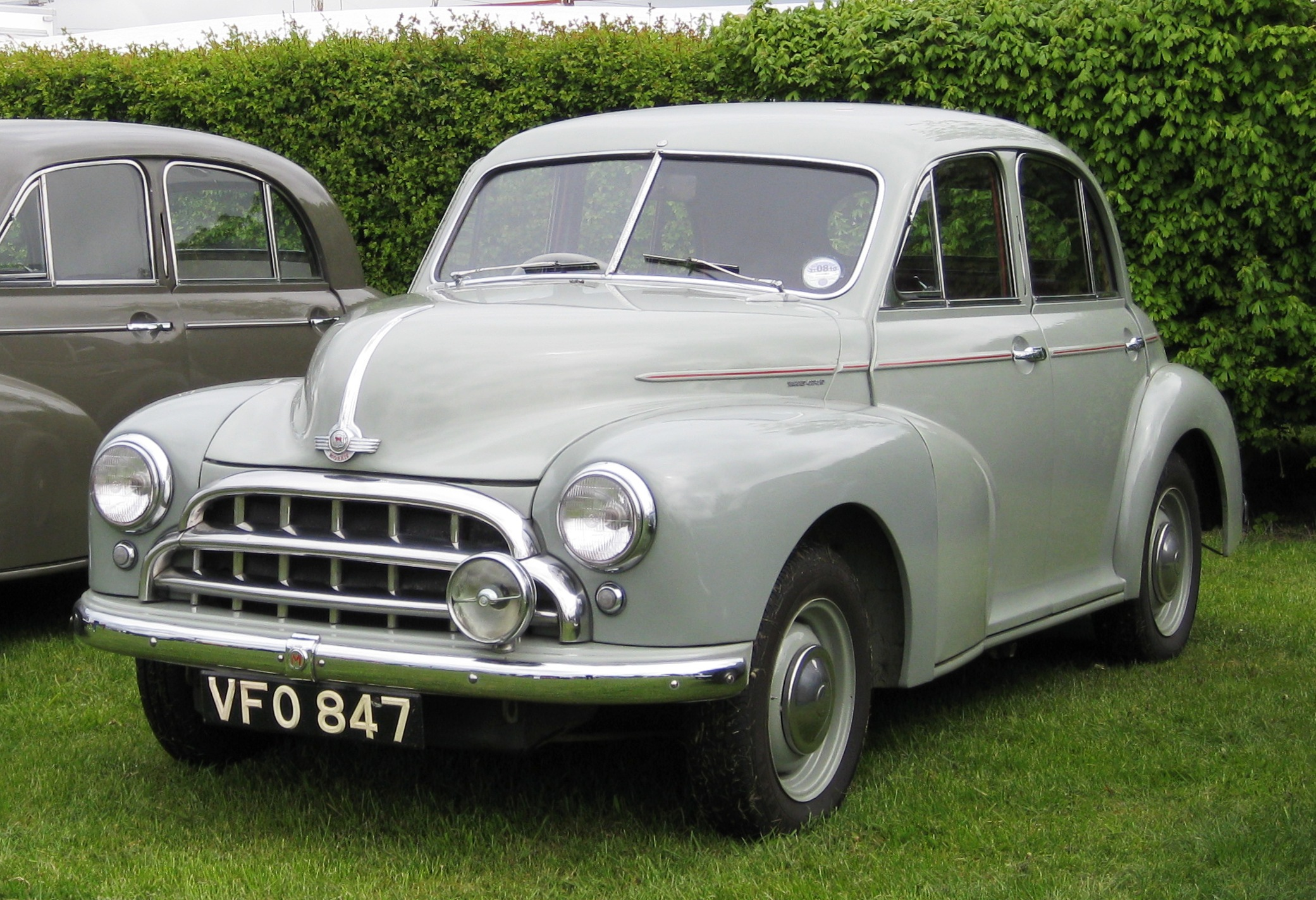
Morris Oxford MO, alleen de voorkant is anders bij de Wolseley 4/50

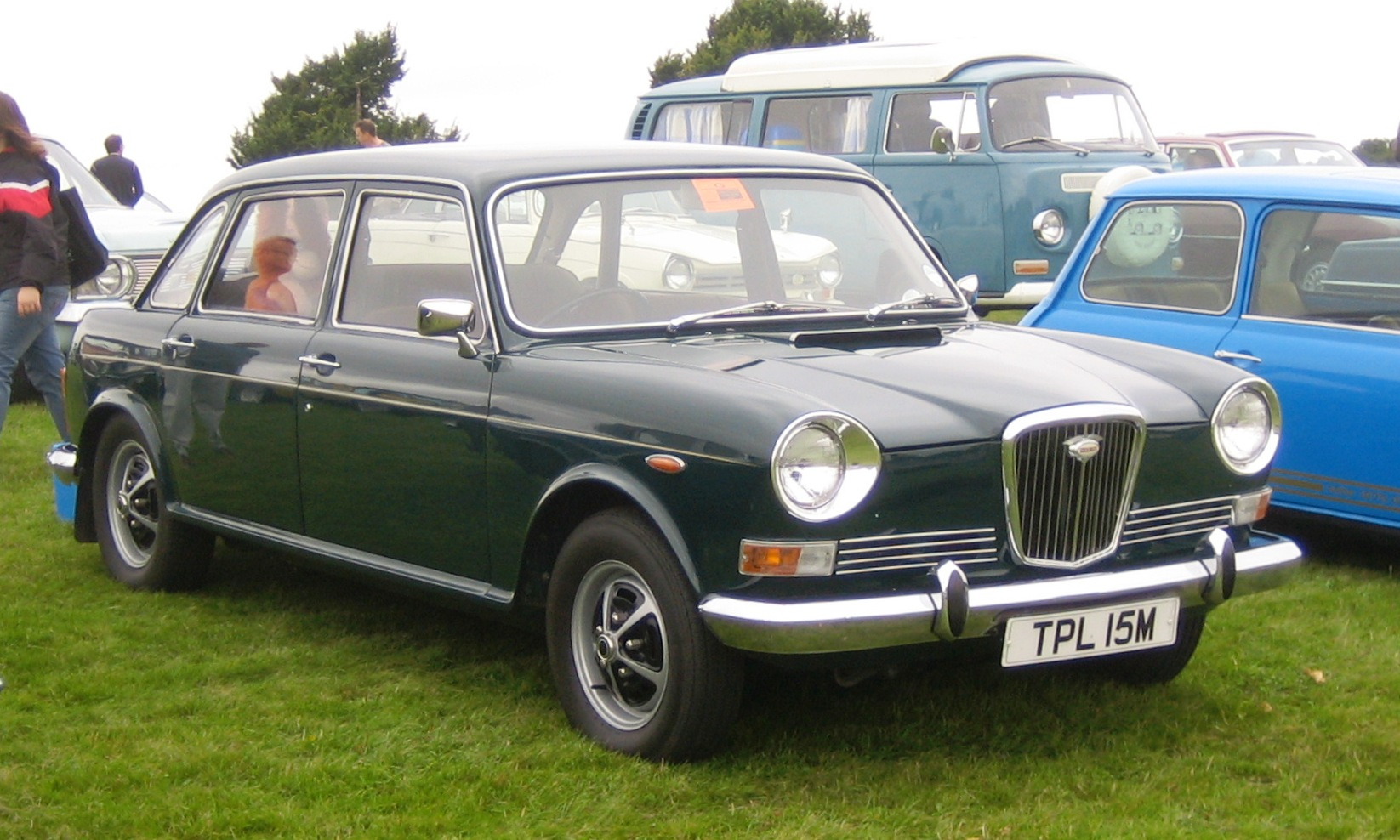
Wolseley Six (BMC ADO17)

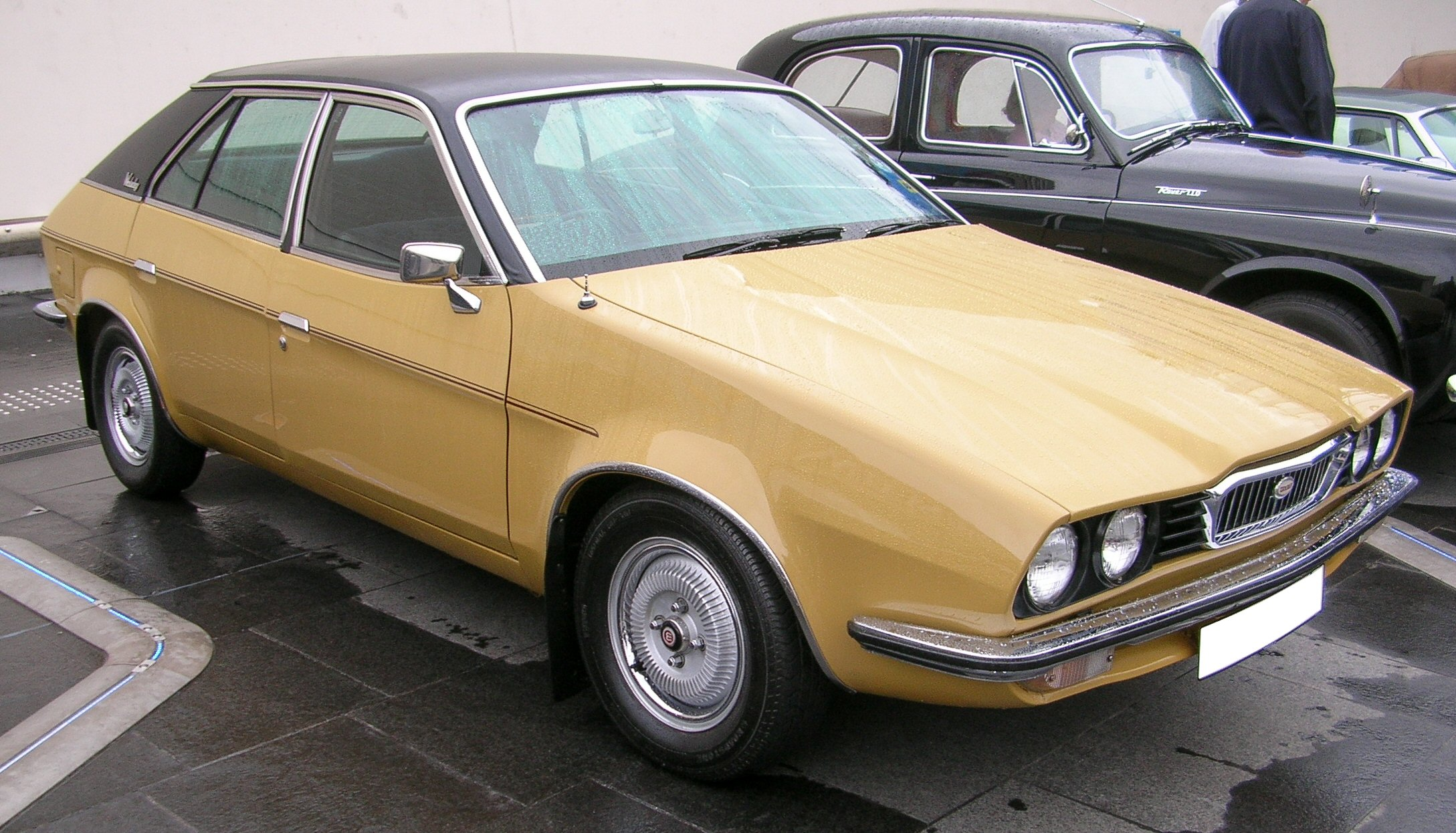
De laatste Wolseley, 18–22 series

  - 1930–1936 Wolseley Hornet (Bovenliggend nokkenas.)
  - 1927–1932 Wolseley Viper
  - 1928–1930 Wolseley 12/32
  - 1930–1935 Wolseley 21/60
  - 1933–1935 Wolseley Sixteen
  - 1935–1936 Wolseley Fourteen
  - 1935-1935 Wolseley Eighteen
  - 1936–1938 Wolseley 14/56
  - 1937–1938 Wolseley 18/80
  - 1935–1937 Wolseley Super Six 16 PK, 21 PK, 25 PK.
  - 1938–1941 Wolseley 14/60
  - 1938–1941 Wolseley 16/65
  - 1938–1941 Wolseley 18/85 (In 1944 geproduceerd voor militair gebruik)
  - 1937–1940 Wolseley 16 PK, 21 PK, 25 PK.

- achtcilinder
  - 1928–1931 Wolseley 21/60 Straight Eight Overhead Cam 2700cc (536 stuks geproduceerd.)

Naoorlogse modellen:
- viercilinder modellen.
  - 1939–1948 Wolseley Ten (Morris Ten)
  - 1937–1948 Wolseley 12/48 (Naoorlogse uitvoering = Series III)
  - 1946–1948 Wolseley Eight (Gelijk aan de Morris Eight Series E)
  - 1947–1955 Wolseley Oxford Taxi
  - 1948–1953 Wolseley 4/50 (Gelijk aan Morris Oxford)
  - 1952–1956 Wolseley 4/44
  - 1956–1958 Wolseley 15/50 (MG Magnette ZB)
  - 1957–1965 Wolseley 1500 (gelijk aan Riley One-Point-Five, gebaseerd op Morris Minor)
  - 1958–1961 Wolseley 15/60 (Austin A55 (Mark 2) Cambridge)
  - 1961–1969 Wolseley Hornet (Gelijk aan Riley Elf, gebaseerd op Mini)
  - 1961–1971 Wolseley 16/60 (Austin A60 Cambridge)
  - 1965–1974 Wolseley 1100/1300 (BMC ADO16)
  - 1967–1971 Wolseley 18/85 (BMC ADO17)

- zescilinder modellen.
  - 1938–1948 Wolseley 14/60 (Naoorlogse uitvoering was de  Series III)
  - 1938–1948 Wolseley 18/85 (Naoorlogse uitvoering was de Series III)
  - 1938–1948 Wolseley 25 (Naoorlogse uitvoering is de Series III)
  - 1948–1954 Wolseley 6/80 (Morris Six)
  - 1954–1959 Wolseley 6/90 (Riley Pathfinder/Riley Two-Point-Six)
  - 1959–1961 Wolseley 6/99 (Austin A99 Westminster)
  - 1961–1968 Wolseley 6/110 (Austin A110 Westminster)
  - 1962–1965 Wolseley 24/80 een versie van de 15/60 and 16/60, maar dan met zes cilinders; gelijk aan de Austin Freeway, Australische uitvoering.
  - 1972–1975 Wolseley Six (BMC ADO17)
  - Maart tot oktober 1975 Wolseley saloon (18–22 series)

- Afwijkende modellen:
  - Wolseley 4/60 Nederlandse uitvoering van de 16/60)
  - Wolseley 300 Deense uitvoering van de 6/99 en de 6/110)